# Patsy de Forest

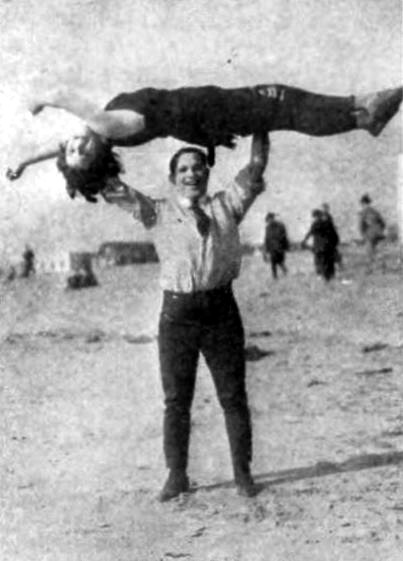
Joe Rock y Patsy de Forest en mayo de 1920

Patsy de Forest (1 de mayo de 1894 – 1 de agosto de 1966) fue una actriz cinematográfica de nacionalidad estadounidense, activa en la época del cine mudo.

## Biografía
De Forest trabajó en el cine desde 1912 a 1920, interpretando más de ochenta películas. De ellas, más de treinta las rodó en 1915, y otra treintena en 1916. Actuó en películas de diferentes compañías, entre ellas Lubin Manufacturing Company, Vitagraph y Fox Film Corporation. A mediados de los años 1910, para Vitagraph actuó en numerosos cortos cómicos de Larry Semon.
Sunset Sprague, un western de 1920 en el que era la protagonista femenina, fue su última actuación en la pantalla. En la década de 1910, su nombre, sobre todo como corista, apareció en los carteles de algunos espectáculos musicales representados en el circuito de Broadway, en la ciudad de Nueva York.
Patsy De Forest falleció el 1 de agosto de 1966, a los 72 años de edad.

## Teatro
- All Aboard (circuito de Broadway, 5 de junio de 1913)
- The Red Canary (Broadway, 13 de abril de 1914)
- The Peasant Girl (Broadway, 2 de marzo de 1915)
- Come Along (Broadway, 8 de abril de 1919)
- Oh, What A Girl! (Broadway, 28 de julio de 1919)

## Filmografía
- Wifey's Ma Comes Back, de Arthur Hotaling (1912)
- Patsy at School, de Percy Winter (1914)
- Patsy's First Love
- Feel My Muscle (1915)
- Patsy at College
- Patsy's Vacation
- Patsy in Business
- Patsy on a Trolley Car
- Patsy in a Seminary
- His Soul Mate, de Joseph Kaufman (1915)
- Patsy at the Seashore
- Patsy's Elopement
- The Human Investment, de George Terwilliger (1915)
- Patsy Among the Fairies
- Patsy in Town
- Patsy Among the Smugglers
- Patsy on a Yacht
- Patsy, Married and Settled
- Out for a Stroll
- The New Butler, de Arthur Hotaling (1915)
- A Day on the Force
- The New Valet
- Wifie's Ma Comes Back
- When Wifie Sleeps
- Billie's Heiress
- Billie's Debut
- Queenie of the Nile
- Think of the Money
- Playing Horse
- The Cellar Spy
- His Three Brides
- Blaming the Duck, or Ducking the Blame
- And the Parrot Said...?
- The Great Detective, de Edwin McKim (1915)
- This Isn't the Life
- His Lordship, de Edwin McKim (1916)
- Fooling Uncle, de Edwin McKim (1916)
- The New Janitor, de Edwin McKim (1916)
- The Butler, de Edwin McKim (1916)
- The Fatal Bean
- Otto the Bellboy
- Frocks and Frills
- Skirts and Cinders
- Otto the Artist
- Otto the Hero
- Trilby Frilled
- Otto the Reporter
- Otto the Cobbler
- Otto's Legacy
- No Place Like Jail, de Edwin McKim (1916)
- Otto the Traffic Cop
- Otto's Vacation
- Otto the Sleuth
- Otto, the Salesman
- Otto, the Gardener, de Edwin McKim (1916)
- Romance and Roughhouse, de Larry Semon (1916)
- There and Back, de Larry Semon (1916)
- A Villainous Villain, de Larry Semon (1916)
- Love and Loot, de Larry Semon (1916)
- Sand, Scamps and Strategy, de Larry Semon (1916)
- She Who Last Laughs, de Larry Semon (1916)
- Walls and Wallops, de Larry Semon (1916)
- Jumps and Jealousy, de Larry Semon (1916)
- His Conscious Conscience de Larry Semon (1916)
- Hash and Havoc, de Larry Semon (1916)
- Help! Help! Help!, de Larry Semon (1916)
- Rah! Rah! Rah!, de Larry Semon (1916)
- Shanks and Chivalry, de Larry Semon (1916)
- Speed and Spunk, de Larry Semon (1916)
- Bullies and Bullets, de Larry Semon (1916)
- Cops and Cussedness, de Larry Semon (1916)
- The Gift of the Magi, de Brinsley Shaw (1917)
- Her Secret, de Perry N. Vekroff (1917)
- An Alabaster Box, de Chester Withey (1917)
- The Guilty Party, de Thomas R. Mills (1917)
- The Love Doctor, de Paul Scardon (1917)
- A Night in New Arabia, de Thomas R. Mills (1917)
- The Last Leaf, de Ashley Miller (1917)
- A Madison Square Arabian Night
- Lost on Dress Parade
- Bullin' the Bullsheviki
- My Girl Suzanne
- Square Shooter
- Sunset Sprague, de Paul Cazeneuve y Thomas N. Heffron (1920)